# Sodin
Ne doit pas être confondu avec Sodien.
Sodin, également orthographié Soden, est une localité située dans le département de Ouahigouya de la province du Yatenga dans la région Nord au Burkina Faso.

## Géographie
Sodin se trouve à 17 km au nord du centre de Ouahigouya, le chef-lieu du département, à 7 km au nord-ouest de Youba et juste au nord de Ouédrancin, ces deux dernières localités tendant de plus en plus à se rejoindre avec leur expansion démographique.

## Santé et éducation
Le centre de soins le plus proche de Sodin est le centre de santé et de promotion sociale (CSPS) de Youba tandis que le centre hospitalier régional (CHR) se trouve à Ouahigouya.